# پوینت پدرو
پوینت پدرو (به لاتین: Point Pedro) یک منطقهٔ مسکونی در سری‌لانکا است که در ناحیه جفنا واقع شده‌است.

## خصوصیات
پوینت پدرو ۱۱٫۶۵ کیلومترمربع مساحت و ۳۱٬۳۵۱ نفر جمعیت دارد.